# علاء الكويكبي
علاء الكويكبي (30 أغسطس 1980- ) لاعب كرة قدم سعودي يلعب في نادي النصر في مركز الهجوم. 

## وصلات داخلية
- نادي الوحدة السعودي
- نادي النصر السعودي
- الرياضة السعودية

## روابط خارجية
- علاء الكويكبي على موقع ناشيونال فوتبول تيمز (الإنجليزية)